# Uniwersytety w Paragwaju
Poniższy spis przedstawia uniwersytety w Paragwaju ((hiszp.) Educación Superior), zarówno publiczne i prywatne, uszeregowane w porządku chronologicznym.

## Uniwersytety

### Publiczne
| Nazwa                              | Skrót  | Data założenia | Siedziba         | Strona domowa     |
| ---------------------------------- | ------ | -------------- | ---------------- | ----------------- |
| Universidad Nacional de Asunción   | UNA    | 1889           | San Lorenzo      | www.una.py        |
| Universidad Nacional del Este      | UNE    | 1993           | Ciudad del Este  | www.une.edu.py    |
| Universidad Nacional de Pilar      | UNP    | 1994           | Pilar            | www.unp.edu.py    |
| Universidad Nacional de Itapúa     | UNI    | 1996           | Encarnación      | www.uni.edu.py    |
| Universidad Nacional de Caaguazú   | UNCA   | 2007           | Coronel Oviedo   | www.unca.edu.py   |
| Universidad Nacional de Concepción | UNC    | 2007           | Concepción       | www.unc.edu.py    |
| Universidad Nacional de Villarrica | UNVES  | 2007           | Villarrica       | www.unves.edu.py  |
| Universidad Nacional de Canindeyú  | UNICAN | 2010           | Salto del Guairá | www.unican.edu.py |

### Prywatne
| Nazwa                                                | Skrót    | Data założenia | Siedziba            | Strona domowa                      |
| ---------------------------------------------------- | -------- | -------------- | ------------------- | ---------------------------------- |
| Universidad Católica Nuestra Señora de la Asunción   | UCA      | 1960           | Asunción            | www.uc.edu.py                      |
| Universidad Columbia del Paraguay                    | -        | 1991           | Asunción            | www.columbia.edu.py                |
| Universidad del Norte                                | UNINORTE | 1991           | Asunción            | www.uninorte.edu.py                |
| Universidad Autónoma de Asunción                     | UAA      | 1991           | Asunción            | www.uaa.edu.py                     |
| Universidad Privada del Este                         | UPE      | 1992           | Presidente Franco   | www.upe.edu.py                     |
| Universidad Autónoma del Paraguay                    | UAP      | 1992           | Asunción            | www.uap.edu.py                     |
| Universidad Comunera                                 | UCOM     | 1992           | Asunción            | www.ucom.edu.py                    |
| Universidad Americana                                | UA       | 1994           | Asunción            | www.uamericana.edu.py              |
| Universidad Evangélica del Paraguay                  | UEP      | 1994           | Asunción            | www.universidadevangelica.edu.py   |
| Universidad del Pacífico                             | UP       | 1994           | Asunción            | www.upacifico.edu.py               |
| Universidad Tecnológica Intercontinental             | UTIC     | 1996           | Asunción            | www.utic.edu.py                    |
| Universidad Técnica de Comercialización y Desarrollo | UTCD     | 1996           | Fernando de la Mora | www.utcd.edu.py                    |
| Universidad Politécnica y Artística del Paraguay     | UPAP     | 1996           | Asunción            | www.upap.edu.py                    |
| Universidad del Cono Sur de Las Americas             | UCSA     | 1996           | Asunción            | www.ucsa.edu.py                    |
| Universidad Autónoma de Luque                        | UAL      | 1999           | Luque               | www.ual.edu.py                     |
| Universidad Iberoamericana                           | UNIBE    | 2001           | Asunción            | www.unibe.edu.py                   |
| Universidad Metropolitana de Asunción                | UMA      | 2003           | Asunción            | www.uma.edu.py                     |
| Universidad de la Integración de las Américas        | UNIDA    | 2003           | Asunción            | www.unida.edu.py                   |
| Universidad Internacional Tres Fronteras             | UNINTER  | 2003           | Ciudad del Este     | www.uninter.edu.py                 |
| Universidad La Paz                                   |          | 2006           | Ciudad del Este     | www.universidadlapaz.edu.py        |
| Universidad Central del Paraguay                     | -        | 2006           | Asunción            | www.central.edu.py                 |
| Universidad Autónoma San Sebastián                   | -        | 2007           | San Lorenzo         | www.sansebastian.edu.py            |
| Universidad Privada del Guairá                       | UPG      | 2007           | Villarrica          | www.uniupg.edu.py                  |
| Universidad del Nordeste del Paraguay                |          | 2007           | Asunción            |                                    |
| Universidad de Desarrollo Sustentable                | UDS      | 2007           | Asunción            | www.uds.edu.py                     |
| Universidad San Carlos                               |          | 2007           | Asunción            | www.sancarlos.edu.py               |
| Universidad San Lorenzo                              | UNISAL   | 2007           | San Lorenzo         | www.unisal.edu.py                  |
| Universidad Autónoma de Encarnación                  | UNAE     | 2007           | Encarnación         | www.unae.edu.py                    |
| Universidad Autónoma del Sur                         | UNASUR   | 2007           | Asunción            | www.unasur.edu.py                  |
| Universidad Hispano-Guaraní                          | UHG      | 2008           | Asunción            | www.hispanoguarani.edu.py          |
| Universidad María Auxiliadora                        | UMAX     | 2008           | Asunción            | www.umax.edu.py                    |
| Universidad Superior Hernando Arias de Saavedra      |          | 2008           | Luque               | www.has.edu.py                     |
| Universidad Española                                 |          | 2008           | Asunción            | www.ue.edu.py                      |
| Universidad Leonardo Da Vinci                        | ULDV     | 2008           | Luque               | www.uldv.com.py                    |
| Nihon Gakko Universidad                              | UNG      | 2008           | Fernando de la Mora | www.universidadnihongakko.org      |
| Universidad María Serrana                            |          | 2008           | Asunción            | www.serranauniversidad.edu.py      |
| Universidad Centro Médico Bautista                   | UCMB     | 2009           | Asunción            | www.ucmb.edu.py                    |
| Universidad Santa Clara de Asís                      | USCA     | 2009           | Caaguazú            | www.usca.edupy.net                 |
| Universidad Sudamericana                             |          | 2009           | Luque               | www.universidadsudamericana.edu.py |
| Universidad del Chaco                                | UNICHACO | 2009           | Villa Hayes         | www.unichaco.com                   |
| Universidad Gran Asunción                            | UNIGRAN  | 2009           | Capiatá             | www.unigran.edu.py                 |
| Universidad Adventista del Paraguay                  | UNAPY    | 2009           | Asunción            | www.unapy.edu.py                   |
| Universidad Interamericana                           |          | 2010           | Asunción            | www.interamericana.edu.py          |
| Universidad del Sol                                  |          | 2011           | Asunción            | www.unades.edu.py                  |
| Universidad Paraguayo Alemana                        |          | 2013           | Asunción            | www.upa.edu.py                     |